# 河津祐邦

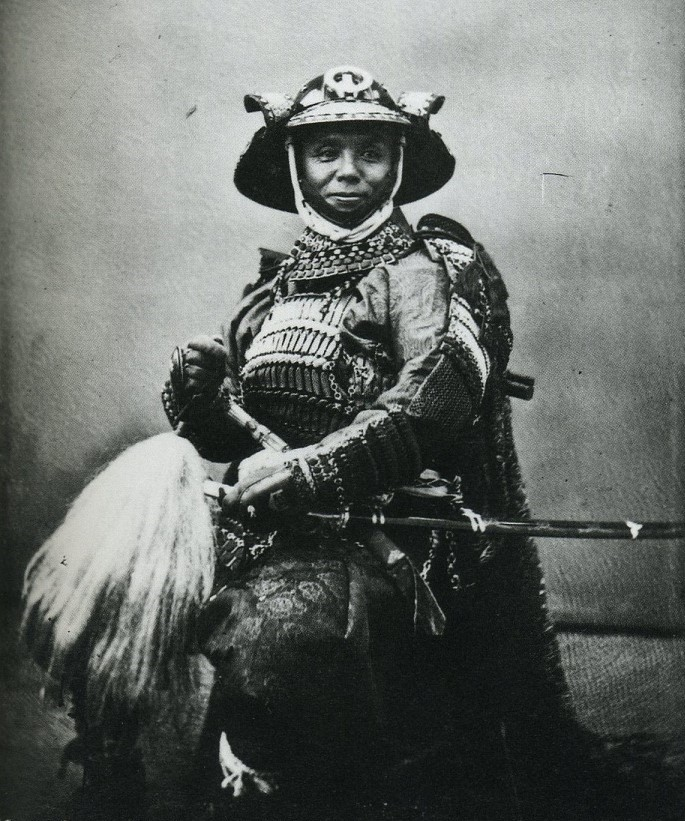
河津祐邦

河津 祐邦（かわづ すけくに、文政4年（1821年） - 明治6年（1873年）。生年不明 - 明治元年（1868年）とも）は、江戸幕府の旗本。別名・河津三郎太郎。徒目付として蝦夷調査ののち、新徴組組頭を経て、外国奉行として横浜鎖港談判使節団参加。幕末に勘定奉行、関東郡代、長崎奉行、外国事務総裁などの重職を歴任した。家禄は100俵高。官職名は伊豆守。号に龍門など。

## 略歴

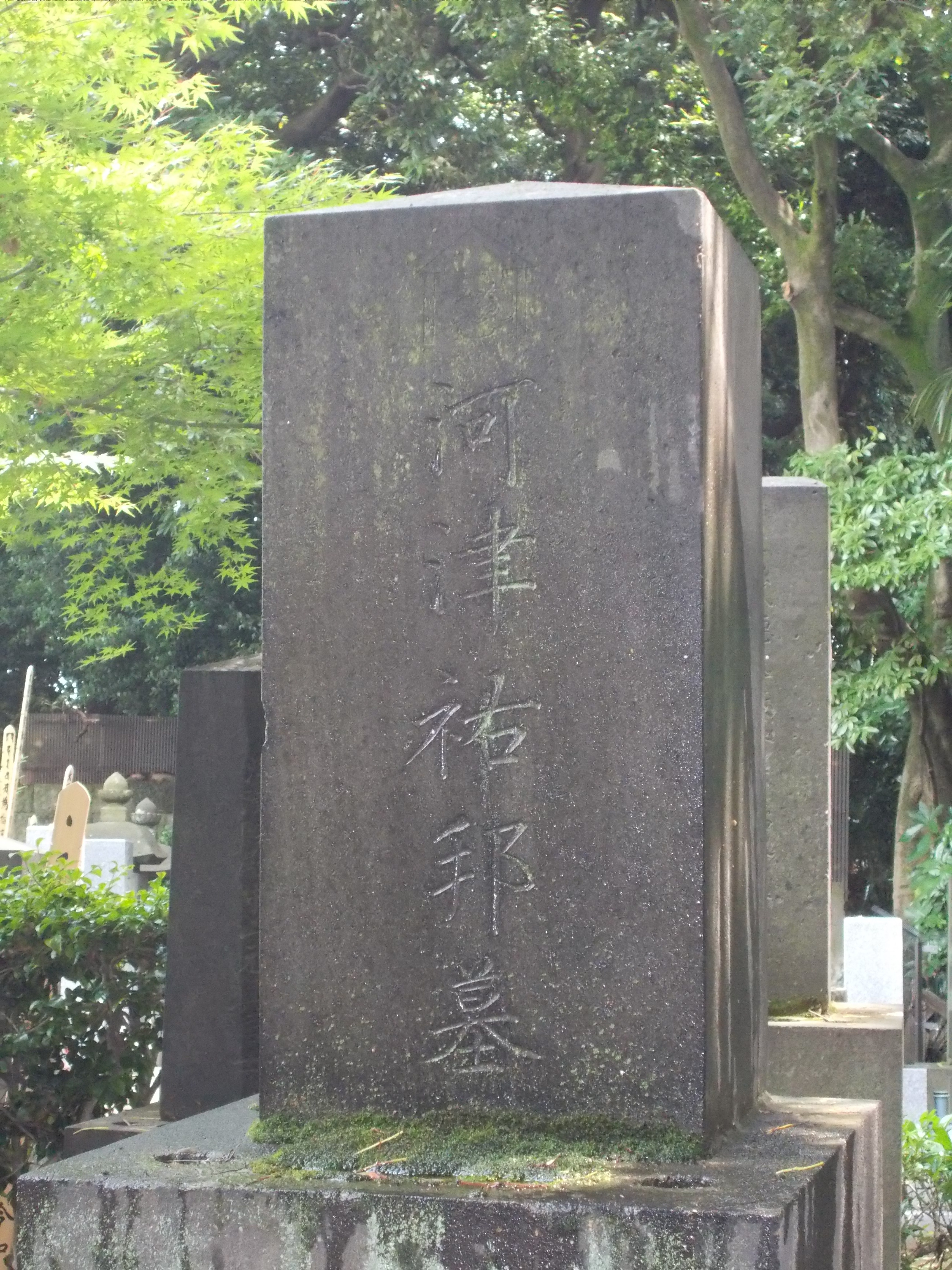
河津祐邦の墓（東京都谷中の玉林寺）

嘉永3年（1850年）9月家督を継いで小普請入りし、同年12月に表火之番に就任。翌4年（1851年）8月に徒目付に就任。安政元年（1854年）7月28日、箱館奉行支配調役（150俵高）となって蝦夷地の開拓や五稜郭の築造に携わり、同年12月27日に箱館奉行支配組頭となり同時に御目見の身分となる。安政5年（1858年）2月27日に布衣を許され、家禄は100俵高となる。
文久3年（1863年）4月11日に新徴組支配（1000石高）、同年9月28日には外国奉行に就任。同年、幕府は八月十八日の政変の後、攘夷の体面を保つ必要から横浜を鎖港しようと図った。その交渉のため、河津は池田筑後守長発と共にフランス公使と折衝。同年11月に欧米への差遣を命ぜられ、池田長発を正使とする遣欧使節団（横浜鎖港談判使節団）の副使として12月に出国。上海・スエズ・マルセイユを経てパリに入り、交渉に当ったが、開国の必要性を感じて横浜の鎖港を断念。パリ約定を調印して帰国。池田長発と共に幕府に建議したが、逆に咎められ元治元年（1864年）7月23日に免職、逼塞を命ぜられる。
同年12月に逼塞を解かれ、慶応2年（1866年）3月16日に歩兵頭並（1000石高）となり、関東郡代を同年8月26日から同3年（1867年）1月26日まで5ヶ月間務める。26日からは、関東の取締強化のために設置された関東在方掛（勘定奉行並・在方掛）に同じく前関東郡代の木村飛騨守勝教とともに任命される。同年8月15日に第124代目の長崎奉行に就任、同年10月11日（11月6日）に長崎に着任する。
慶応4年（1868年）正月、鳥羽・伏見の戦いで幕府軍が新政府軍に敗れたという報を聞いた後、同月15日早朝にイギリス船に乗って長崎を脱出し江戸に戻る。同月23日（または24日）、奉行職を罷免。同日、外国事務副総裁に就任し、同年2月6日に外国事務総裁となった。同月29日に若年寄に転任し、そのまま江戸幕府終焉の時を迎える。
墓は東京都台東区谷中の玉林寺にある。

## 家族
遠祖は伊豆国河津荘の地頭で、曾我兄弟の仇討ちで有名な工藤祐経の子孫。大津事件の際に刑事局長を務めた官僚の河津祐之は祐邦の女婿、孫の暹は経済学者（東京帝国大学経済学部教授）である。

## 長崎脱出
河津が奉行として着任した慶応3年当時、長崎の地には海援隊や全国各地からやってきた諸藩の浪人達が横行し、幕府の権威は失墜していた。同年11月6日に大政奉還の報が、同12月26日には王政復古の大号令が出されたことが長崎の地にも伝わってきた。そして翌慶応4年1月10日には、鳥羽・伏見の戦いでの幕府軍の敗戦の報が届いた。
この報に接した河津は、正月13日、当時の長崎港守備当番の福岡藩聞役の粟田貢を奉行所に呼び、長崎からの退去の意思を告げ、平穏裡にことを運びたい旨を伝えた。これを聞いた粟田は、薩摩藩の聞役・松方助左衛門（松方正義）や土佐藩士佐々木三四郎（佐々木高行）を招き、事後について河津と共に打合わせをした。この際、河津は長崎奉行所西役所にあった金子も運び出そうとしたが、談判の上、残していくこととなった。
翌14日、河津は、西役所は海岸に近く不用心であるから、立山役所にこれをまとめるために移転するという名目で、大掛かりな荷物の移動を行なった。引越し作業は早朝から夜まで続き、夜には引越しの祝いとして、立山役所から260人分の料理の注文が出された。しかし、この注文が突然取消されたため、立山役所の近所では大騒ぎとなった。同時に西役所近くの薩摩屋敷でも人の出入りが頻繁に行なわれていたため、町民の間で様々な憶測が飛び交った。
翌15日朝、奉行所から長崎の地役人の主だった者たちに布告が伝えられた。それは「鳥羽・伏見の地で容易ならぬ事態が生じたので、奉行は長崎在勤の支配向を召連れ、江戸表へ戻ることとする。その方が当地の者のためにも良いと判断する。留守中のことは、筑前福岡藩主と肥前島原藩主に依頼しているので、この両人が取計らうことになっている」というものであった。そして、地元の調役に5,000石の米と6,000両の金を託して、これを地役人らへの当面の手当とし、町方掛に米5,000石を渡し、これを市中一同への当座の配当とする処置がとられていた。
河津は、奉行所引越しの騒ぎに町民の眼を向けさせ、その間に密かに支度をし、身辺の品を港内に停泊中のイギリス船に運び、ついで守衛の村尾氏次という者1人を伴って西役所から出て、イギリス船に乗り込んだ。その時彼は、洋服に靴を履き、ピストルをズボンに隠し持っていたという。慶応4年1月14日夜11時ごろのことであった。そして、翌15日早朝、その船で長崎を脱出した。
河津が長崎を去った後、当時長崎にいた各藩藩士や長崎の地役人達が協議し、政府から責任者が派遣されるまで諸事を行なうための協議体を作り、長崎会議所と称して、長崎奉行所西役所をその役所とした。また、長崎奉行支配組頭の中台信太郎が長崎奉行並に昇任し、奉行所の残務整理をした。同年2月23日に中台はその役を免ぜられ（『柳営補任』）、長崎奉行所はその役目を終えた。
後日、長崎で事後処理にあたった各藩士達は、河津の長崎脱出を「脱去之挙動、脱走同様の筋」であると酷評した（『長崎県史稿』国立公文書館蔵）。その一方、彼の行動は、長崎の地での幕府軍と新政府軍との武力衝突を回避するためのものだったとの評価もある。

## 浦上キリシタン問題
慶応3年（1867年）、長崎の浦上村の隠れキリシタンが、自らのキリスト教信仰を表明し、捕縛されるという事件が発生し（浦上四番崩れ）、河津は前任の長崎奉行である能勢頼文や徳永昌新からこの問題を引き継いだ。
河津は、信徒達の中で、ただ1人転宗を拒んだ高木仙右衛門を密かに立山の奉行所に呼び出し、2人だけで対話した。河津は仙右衛門に転宗を穏やかに諭したが、彼はそれには従おうとはしなかった。河津は、自分は仙右衛門を殺すために呼んだのではないと言い、キリスト教は良い教えであるが、今は信仰の許しが無い、御許しが出るまで心の中でのみ信仰するに留め、表立った信仰はしないように、と伝えた。しかし仙右衛門は、心の内でだけ信じることはかないませぬと返答した。河津はさらに、キリストの教えの良いことは、フランスに行った自分はよく知っている。しかし、今の情勢下では信仰を許すわけにはいかないので、今日は家に帰りよくよく考えて返事をするようにと述べ、仙右衛門に金3分を紙に包んで与えたという（『仙右衛門覚書』）。
しかし、この問題を解決する前に河津は長崎を脱出したため、浦上の信徒達の処遇は維新政府が決めることになった。